# Oxycnemis orbicularis
Oxycnemis orbicularis är en fjärilsart som beskrevs av Barnes och Mcdunnough 1912. Oxycnemis orbicularis ingår i släktet Oxycnemis och familjen nattflyn. Inga underarter finns listade i Catalogue of Life.